# Őrült város
Az Őrült város (eredeti cím: Mad City) 1997-ben bemutatott amerikai thriller, melyet Costa-Gavras rendezett, és Tom Matthews írt Matthews és Eric Williams története alapján. A főszerepben Dustin Hoffman és John Travolta, a mellékszereplők között pedig Mia Kirshner, Alan Alda, Blythe Danner, Ted Levine, Raymond J. Barry és Larry King látható. Ez Costa-Gavras első angol nyelvű filmje a Music Box (1989) című drámafilmje óta.
A film 1997. november 7-én jelent meg.

## Cselekmény
A kissé együgyű és lelkileg labilis éjjeliőr, Sam Baily egy múzeumban dolgozik, amíg el nem bocsátják. Egy rövid puskával (pump shotgun) és robbanóanyaggal felfegyverkezve érkezik a munkahelyére, és arra kéri korábbi főnökét, hogy hallgassa meg az aggodalmait. A nő nem reagál rá, mire Sam előveszi a puskát. Véletlenül lead egy lövést, amely eltalálja a második őrt, Cliffet.
Eközben Max Brackett tévériporter a múzeum mosdójában tartózkodik, és követni kezdi az eseményeket. Kapcsolatba lép a tévé stúdióval, és élő tudósításba kezd. Sam azonban felfedezi, és túszul ejti Maxet, a kurátort és egy iskolai osztályt is. Hamarosan a múzeumot számtalan médiaszemélyiség és bámészkodó közelíti meg. A rendőrség megpróbál kapcsolatba lépni Sammel, és rávenni, hogy adja meg magát. Ő azonban ragaszkodik ahhoz, hogy előbb kapja vissza a munkáját, hogy el tudja tartani a családját.
Az FBI is bekapcsolódik az ügybe, de a jelenlétük csak bonyolítja a helyzetet. Az ügynökök megafonon keresztül felszólítják Samet, hogy tegye le a fegyvert és jöjjön ki. 
Brackett manipulálja Baileyt, hogy a helyzetet egy általa elképzelt melodrámává alakítsa át. 
A múzeum előtt már karneváli hangulat uralkodik, árusok, prédikátorok, tiltakozó énekesek és mások akarnak hasznot húzni a helyzetből. 
Bailey úgy dönt, hogy egy lányt szabadon enged, Brackett pedig azt tanácsolja neki, hogy jobb lenne kettőt, és azt javasolja, hogy az egyik afroamerikai lány legyen, hogy az lecsillapítsa a másik, szintén afroamerikai őr megsebesítése miatti tiltakozást. Bailey beleegyezik, és úgy dönt, hogy beszél a gyerekekkel, és elmagyarázza nekik, hogy neki is vannak saját gyerekei, és hogy nem akarta őket bántani. Jóakaratának megerősítéseként kinyitja az édességadagoló automatát, és a gyerekek kiürítik azt. 
Az FBI úgy dönt, hogy megrohamozzák a múzeumot, és a kísérlet során rálőnek egy gyerekcsoportra, amiről azt hiszik, hogy Bailey fenyegeti őket puskával, szerencsére ennek nincs tragikus következménye. 
A közvélemény ellentétesen reagál, Baileyt ábrázolják hősként és gonosztevőként is. 
Maxnek sikerül rávennie Samet, hogy engedjen el két gyereket, cserébe azért, hogy egy televíziós interjúban kifejthesse álláspontját. A lakosság kezd együtt érezni Sammel, hiszen olyan sorsra jutott, ami bármelyikükkel megtörténhet. Még barátja, Cliff is megbocsát neki, aki azóta kórházba került. Sam a lehető legkényelmesebbé teszi a gyerekek kényszerű tartózkodását, pizzával és mesékkel látja el őket.
A rendőrség megkéri Sam feleségét, hogy beszéljen vele, és nyugtassa meg. Amikor azonban meglátja a feleségét a tévében, Sam bekattan, és kilő az ablakon. A helyzetet tovább súlyosbítja, hogy Cliff belehal a sérüléseibe. 
A felajánlott pénz miatt engedélyezik a televíziós interjút, amitől egy orvos erősen óv az izgalmak miatt. A tömeg hangulata meginog, most már többen börtönben akarják látni Samet.
Eközben Maxnak azért is küzd, hogy ne veszítse el a sztorit régi riválisa, a jól ismert híradós, Kevin Hollander ellen, aki szintén tudósítással próbálkozik. Max felajánlja Samnek, hogy a Larry King Show-ban szerepeljen, de a telefonálók már nem állnak mellette. 
Úgy tűnik, Max jobb belátásra bírta Samet, aki elengedi az összes túszt. 
Míg Max kimegy az ajtón, hogy bejelentse a megadást, Sam egyedül marad a múzeumban. A puskát a nyakához szorítja, és meghúzza a ravaszt, de a tárban már nincs töltény. 
Max a tömeg felé tart, amikor Sam kétségbeesésében felrobbantja magát és a múzeumot. Max a földre zuhan, és a lehulló üvegszilánkok megsebesítik a fejét. Kábult, és nem tudja, mi történt. Ezért nem tud válaszolni a feléje rohanó riporterek kérdéseire.

## Szereplők
| Színész          | Szerep                                   | Magyar hang        |
| ---------------- | ---------------------------------------- | ------------------ |
| John Travolta    | Sam Baily, elbocsátott biztonsági őr     | Rátóti Zoltán      |
| Dustin Hoffman   | Max Brackett tévériporter                | Helyey László      |
| Mia Kirshner     | Laurie Callahan                          | Mezei Kitty        |
| Alan Alda        | Kevin Hollander tévériporter             | Szokolay Ottó      |
| Ted Levine       | Alvin Lemke rendőrfőnök                  | Balázsi Gyula      |
| Robert Prosky    | Lou Potts                                | Makay Sándor       |
| Bill Nunn        | Cliff Williams, biztonsági őr, Sam társa | Imre István        |
| Kyla Pratt       | gyerek                                   |                    |
| Lucinda Jenney   | Jenny                                    | Liptai Claudia     |
| William Atherton | Dohlen                                   | Bognár Zsolt       |
| Richard Portnow  | Brackett ügynöke                         | Breyer Zoltán      |
| Raymond J. Barry | Dobbins ügynök                           | Szersén Gyula      |
| Blythe Danner    | Mrs. Banks                               | Menszátor Magdolna |
| Jay Leno         | önmaga                                   |                    |

## Bevétel
Az Amerikai Egyesült Államokban az Őrült város 4,6 millió dolláros nyitó hétvégi bevétellel a 6. helyen kezdett a jegypénztáraknál. Világszerte összesen 10,5 millió dolláros bevételt gyűjtött az 50 millió dolláros költségvetésével szemben, így a film pénzügyi bukás volt.

## Fordítás
- Ez a szócikk részben vagy egészben  a   Mad City (film) című angol Wikipédia-szócikk fordításán alapul.  Az eredeti cikk szerkesztőit annak laptörténete sorolja fel. Ez a jelzés csupán a megfogalmazás eredetét és a szerzői jogokat jelzi, nem szolgál a cikkben szereplő információk forrásmegjelöléseként.
- Ez a szócikk részben vagy egészben  a   Mad City című német Wikipédia-szócikk fordításán alapul.  Az eredeti cikk szerkesztőit annak laptörténete sorolja fel. Ez a jelzés csupán a megfogalmazás eredetét és a szerzői jogokat jelzi, nem szolgál a cikkben szereplő információk forrásmegjelöléseként.